# Konnor
Ryan Parmeter (Grand Rapids, Míchigan; 6 de febrero de 1980) es un luchador profesional estadounidense. 
Después de pasar cuatro años de lucha en el circuito independiente como Ryan Payne O'Reilly, Parmeter firmó un contrato con la WWE en 2005, y fue asignado a Deep South Wrestling (DSW), un territorio de desarrollo, donde luchó como Rough House O'Reilly. Ganó el Campeonato Peso Pesado de la DSW en dos ocasiones, antes de su breve aparición en la Florida Championship Wrestling (FCW) y fue Campeón en parejas de NXT en una ocasión. Formó parte de la cuarta temporada de NXT.

## Carrera

### World Wrestling Entertainment / WWE (2010-2019)

#### NXT Wrestling (2010-2014)
El 30 de noviembre de 2010, durante el final de la tercera temporada de NXT, se anunció que Parmeter, bajo el nombre de Conor O'Brien, formará parte de la cuarta temporada, con Alberto Del Rio como su mentor. Hizo su debut en el ring de NXT, como heel, la semana siguiente, haciendo equipo con Alberto Del Rio para derrotar al novato Derrick Bateman y su mentor de Daniel Bryan. O'Brian ganó su primer desafío el 4 de enero de 2011 en un episodio de NXT, cuando ganó la "Battle of the Mic Challenge" (Batalla del Desafío Micrófono) para ganar cuatro puntos de inmunidad. Dos semanas más tarde, el 18 de enero, O'Brian fue el segundo concursante eliminado de NXT. El 8 de marzo O'Brian fue seleccionado como uno de los seis exconcursantes de NXT para volver en su quinta temporada de NXT Redemption. Durante esta temporada, O'Brian fue apadrinado por Vladimir Kozlov como su Pro, cambiando a face. Más tarde fue eliminado por Titus O´Neill quedando el y Darren Young como únicos supervivientes de NXT

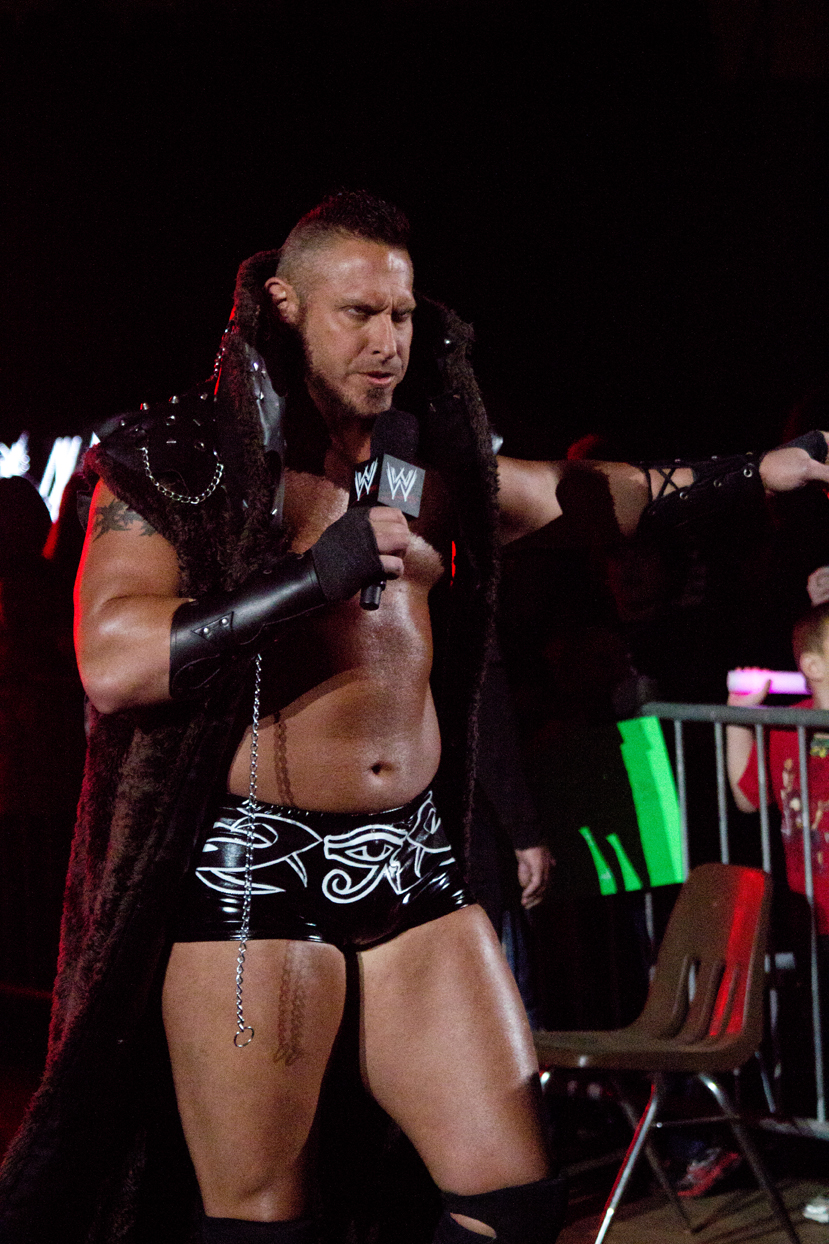
Konnor en 2013

En la nueva versión de NXT cuyas grabaciones se hicieron desde el Full Sail University en Orlando, Florida, O´Brian reapareció formando The Ascension junto con Kenneth Cameron, en su lucha de debut derrotaron a CJ Parker y Mike Dalton. A principios de 2013 comenzó a trabajar solo tras el despido de Cameron, llegando a obtener una lucha por el Campeonato de NXT tras derrotar a Bo Dallas y Corey Graves, comenzando una rivalidad con Big E Langston, por el cual fue derrotado no logrando ganar el título. el 24 de julio revivió The Ascension junto a Rick Victor, derrotando a Mickey Keegan & Aiden English. Tras esto, empezaron un feudo con los Campeones en Parejas de NXT Adrian Neville & Corey Graves, atacándoles y robándole el cinturón a Graves. El 12 de septiembre se enfrentaron en un combate titular, ganando Ascension. Más adelante, el 10 de noviembre de 2013, se cambió el nombre a Konnor. El 27 de febrero de 2014 en NXT Arrival, retuvieron los títulos ante Too Cool. El 29 de mayo de 2014, en NXT TakeOver volvieron a retenerlos ante Kalisto & El Local. Finalmente, a un día de tener un año de reinado, el 11 de septiembre en NXT TakeOver: Fatal 4-Way, perdieron los títulos ante The Lucha Dragons.

#### WWE (2015-2019)
Konnor, junto a Viktor, hizo su debut en la lista principal en la edición del Evento Principal del 9 de septiembre de 2014, con el dúo derrotando a Los Matadores en un combate por equipo de etiqueta para promocionar su defensa del título NXT contra el equipo de Kalisto y Sin Cara en el NXT TakeOver: Fatal evento de 4 vías. No reaparecieron hasta el episodio del 12 de diciembre de SmackDown, cuando se emitió una viñeta que mostraba The Ascension con pintura facial, promocionando su debut. The Ascension hizo su debut en el episodio del 29 de diciembre de Raw, derrotando rápidamente a The Miz y Damien Mizdow. [42] Tanto él como Viktor, como parte de The Ascension, continuaron aplastando a los atletas locales tres semanas seguidas enEvento principal de la WWE mientras critica indirectamente a The Road Warriors. Su primera gran victoria como parte de la lista principal fue una victoria sobre The New Age Outlaws en el Royal Rumble. La Ascensión perdería su primer partido como parte de la lista principal en la edición del 23 de febrero de Raw, perdiendo ante The Prime Time Players. En WrestleMania 31, The Ascension hizo su debut en Wrestlemania en la batalla real de André the Giant Memorial, donde ambos no pudieron ganar el partido. En la edición del 30 de marzo de Raw, The Ascension se asoció con Cesaro y Tyson Kidd para enfrentar a Lucha Dragons y The New Dayen una etiqueta de 8 hombres, pero perdió el partido. En el episodio del 4 de mayo de Raw, Ascension enfrentó a Tyson Kidd y Cesaro en un esfuerzo de pérdida. En el episodio del 11 de mayo de Raw, durante un partido entre Curtis Axel y Damien Sandow, disfrazado de Macho Mandow, The Ascension atacó a Axel y Mandow. Luego se anunció que la Ascensión se enfrentaría a Axel y Mandow en la recuperación de la inversiónpre-show donde ganaron el partido. En el episodio del 21 de mayo de SmackDown, la Ascensión compitió en un fatal combate de cuatro vías contra los equipos de Cesaro y Kidd, Los Mataodores y The Lucha Dragons, donde el partido fue ganado por The Lucha Dragons. Se anunció que la Ascensión tomaría un partido de cámara de eliminación de seis equipos para los Títulos de Etiqueta. En la Cámara de Eliminación el 31 de mayo, él y Viktor eliminaron a Los Matadores y The Lucha Dragons hasta que fueron eliminados por The Prime Time Players, perdiendo finalmente el partido. En el episodio del 2 de julio de SmackDown, The Ascension enfrentó a The Prime Time Players en un esfuerzo de pérdida. En la edición del 3 de julio de Superstars, The Ascension derrotó a The Meta Powers (Macho Mandow y Axel). En una edición del 27 de agosto deSmackDown, The Ascension se enfrentó a The Dudley Boyz (Bubba Ray Dudley y D-Von Dudley) pero perdió.
En el episodio del 3 de septiembre de SmackDown, The Ascension se alinearon con Stardust atacando a Neville antes de su partida. En Night of Champions, Stardust y The Ascension derrotaron a Neville y Lucha Dragons en el pre-show. En septiembre, de regreso en NXT, The Ascension ingresó al Dusty Rhodes Tag Team Classic, donde perdieron en la Primera Ronda ante el Barón Corbin y Rhyno. En el lanzamiento de Survivor Series, The Cosmic Wasteland (Stardust, Konnor y Viktor), The Miz y Bo Dallas fueron derrotados por Dudley Boyz, Neville, Titus O'Neil y Goldust., en una partida de equipo de etiqueta de eliminación tradicional de Survivor Series. En la presentación previa del Royal Rumble (2016), The Ascension perdió un partido por el equipo Fatal 4-Way Tag para clasificarse para el partido Royal Rumble. En WrestleMania 32, Konnor compitió en el Andre The Gaint Memorial Battle Royal, pero no pudo ganar el partido.
El 16 de abril de 2016, Konnor fue suspendido por 60 días por su segunda violación del Programa de Bienestar. [1] En el episodio del 24 de junio de 2016 de Superstars, Konnor regresó de la suspensión cuando The Ascension se enfrentó a Golden Truth (Goldust y R-Truth) en un esfuerzo de pérdida.
El 19 de julio, en el draft de la WWE de 2016, The Ascension fueron reclutados en SmackDown, debutando en SmackDown el 26 de julio en una batalla clasificatoria de seis juegos de la contendiente n.º 1 contendiente de la WWE World, que fue ganada por Apollo Crews. En el show de inicio de SummerSlam (2016), The Ascension compitió en un combate por equipo de 12 hombres donde su equipo perdió. Luego ingresaron al torneo de SmackDown Tag Team Championship, donde fueron eliminados en la primera ronda por The Usos. En el episodio del 27 de septiembre de SmackDown, The Ascension obtuvo su primera victoria en la marca SmackDown, cuando The Ascension y The Usos derrotaron a Heath Slater & Rhyno y American Alpha en un Eight-Man Tag Team Match. Sobre elNo Mercy (2016) preshow, The Ascension y The Vaudevillains perdieron un partido de equipo de ocho hombres contra The Hype Bros y American Alpha. En el episodio de octubre de 25 del Smackdown vivo, La Ascensión compitió en un partido de clasificación de la serie Survivor, pero perdió ante el bombo Bros. En el episodio del 15 de noviembre de SmackDown Live, The Ascension, The Headbangers, The Vaudevillains y The Spirit Squad compitieron en un combate por equipos de 16 hombres contra Alpha estadounidense, The Hype Bros, The Usos y Breezango pero perdieron el combate. En el episodio del 22 de noviembre de SmackDown Live, The Ascension compitió en un Tag Steam Turmoil n.º 1 Contenders 'Match donde perdieron. En el TLC: Tablas, Escaleras y Sillas (2016)Kickoff, The Ascension, The Vaudevillains y Curt Hawkins perdieron un partido de equipo de diez hombres contra The Hype Bros, American Alpha y Apollo Crews. En el episodio del 6 de diciembre de SmackDown Live, The Ascension perdió contra The Hype Bros. En el episodio del 24 de enero de SmackDown Live, Viktor compitió en un Desafío Over the Top Rope de 10 hombres donde el ganador participa en el Royal Rumble Match, que fue ganado por Mojo Rawley, más tarde esa noche, The Ascension eran leñadores en el Campeonato Intercontinental de Lumberjack Match entre The Miz y Dean Ambrose. En el episodio del 24 de enero de SmackDown Live, The Ascension estuvo involucrado en una pelea con otros equipos, cuando American Alpha tuvo un desafío abierto.
En el episodio del 7 de febrero de SmackDown Live, The Ascension, The Vaudevillains y The Usos derrotaron a American Alpha, Breezango y Heath Slater y Rhyno en un combate por equipos de 12 hombres cuando Viktor inmovilizó a Rhyno. En la Cámara de Eliminación (2017), The Ascension compitió en un combate por la confusión del equipo Tag para el Campeonato WWE SmackDown Tag Team donde fueron eliminados del equipo final.
Konnor, junto con Viktor, entraría más tarde al André the Giant Memorial Battle Royal en WrestleMania 33, pero ambos hombres fueron eliminados del partido. En el episodio del 25 de abril de SmackDown Live, The Ascension perdió ante Breezango (Fandango y Tyler Breeze) en un Beat The Clock Challenge Match. En el episodio del 9 de mayo de SmackDown Live, The Ascension perdió ante Breezango nuevamente. En Money in the Bank (2017), la Ascensión perdió ante Breezango después de que reclamaron la responsabilidad de un ataque con vándalos en su oficina. En el episodio del 27 de junio de SmackDown Live,La Ascensión fue interrogada por Breezango sobre "Fashion Vice", admitiendo que no cometieron el crimen y solo se responsabilizaron, porque querían un combate en el PPV. En el episodio del 4 de julio de SmackDown Live, Viktor compitió en un Batalla Real del Día de la Independencia que fue ganado por AJ Styles. Durante septiembre y octubre, el dúo se volvió cara cuando comenzaron a tratar de hacerse amigo de Breezango durante los segmentos de 'Archivos de moda'. El dúo consolidó su giro cuando se unieron con Tye Dillinger en un esfuerzo ganador contra Mike Kanellis y The Bludgeon Brothers en un evento en vivo en Padua, Italia.. No aparecerían en la televisión hasta el episodio del 21 de noviembre de SmackDown Live, donde el dúo se encontraba entre los muchos leñadores en un enfrentamiento entre The New Day y Kevin Owens y Sami Zayn. En el episodio del 28 de noviembre de SmackDown Live, el dúo junto con Breezango, formaron parte de un segmento de Archivos de moda que parodiaba la primera película de Saw, donde los cuatro tenían que liberarse de las cadenas y escapar de una habitación en 60 segundos antes de que se llenara con "gas venenoso". El dúo se "sacrificó" para que Breezango pudiera escapar antes de que se apagara el gas. El 12 de diciembre de 2017, WWE publicó un episodio "Muy especial" de los Archivos de moda en su YouTubecanal, donde Breezango realiza un funeral para Konnor y Víctor asumiendo que habían perecido del "gas venenoso" solo para que el dúo revelara que habían sobrevivido al gas, luego procedieron a hacer que Breezango desafiara a los Hermanos Bludgeon en Choque de Campeones, para La consternación de Breezango. En el episodio del 26 de diciembre de SmackDown Live, Breezango se enfrentó a los hermanos Bludgeon en una revancha de su choque de Clash of Champions, sin embargo, durante su partido The Ascension intervino, salvando a Breezango de los hermanos Bludgeon y más tarde entre bastidores el dúo declaró que los hermanos Bludgeon también se habían ido lejos y aceptó otra revancha contra los Hermanos Bludgeon en nombre de Breezango. En el episodio del 9 de enero de SmackDown Live, La Ascensión sufrió una rápida pérdida para los Hermanos Bludgeon. Desde entonces, el dúo ha estado apoyando a personajes en las parodias de Fashion Files de Breezango. El dúo en el que participan los participantes de la quinta batalla anual conmemorativa de André el gigante en Wrestlemania 34, con Konnor siendo el primero del dúo en ser eliminado, seguido minutos después por Viktor. Durante la Superstar Shake-Up de 2018, tanto The Ascension como Breezango fueron reclutados para Raw.
Después Konnor probó suerte derrotando a Rhyno en WWE Main Event. En julio fue derrotado por Roode 2 veces, después Derrotó a Bobby Roode en Raw.
El 8 de diciembre de 2019, mediante un anuncio en el sitio web de la WWE, se indicó que Konnor, entre otros luchadores, había llegado a un acuerdo para dejar de formar parte de la empresa.

### Circuito independiente (2020-presente)
Después de su lucha de WWE, Konnor y Viktor fueron anunciados para el evento Panqueques y Pilotos de Wrestling Revolver durante el fin de semana de WrestleMania 36. El 20 de febrero de 2020, The Ascension compitió en su primera lucha desde que salió de WWE en Outlaw Wrestling derrotando a Bull James y Bill Carr.

### Impact Wrestling (2022-presente)
En el episodio del 10 de febrero de 2022 de Impact! Konnor, bajo el nombre de Big Kon, haría su debut en Impact Wrestling, donde fue derrotado por Josh Alexander.
En la edición de Impact del 3 de noviembre de 2022, Konnor regresó a Impact Wrestling uniéndose a Violent by Design.

## En lucha
- Movimientos finales
  - Leg Drop
  - Roof Top Drop (Full nelson slam)
  - Rough Shot (Double leg slam)
- Movimientos de firma
  - Russian legsweep
- Apodos
  - "Rough House" O'Reilly
  - "Irish" Ryan O'Reilly

## Campeonatos y logros
- Atomic Revolutionary Wrestling
  - ARW Tag Team Championship (1 vez, actual) - Vik

- Coastal Championship Wrestling
  - CCW Heavyweight Championship (1 vez)[1]
  - CCW Tag Team Championship (1 vez) – con Sean Allen

- Deep South Wrestling
  - DSW Heavyweight Championship (2 veces)

- Four Star Championship Wrestling
  - FSCW Heavyweight Championship (1 vez)[1]
  - FSCW Tag Team Championship (1 vez) – con Jeff "J-Dawg" Brooks

- Georgia Championship Wrestling
  - GCW Heavyweight Championship (1 vez)

- Kings of Pro Wrestling
  - KPW Heavyweight Championship (2 veces)

- Maximum Pro Wrestling
  - MPW Television Championship (1 vez)

- NWA Sunray Pro Wrestling
  - NWA Sunray Heavyweight Championship (1 vez)

- WWE
  - NXT Tag Team Championship (1 vez) - con Rick Victor/Viktor

- Pro Wrestling Illustrated
  - Situado en el Nº244 en los PWI 500 de 2011[10]